# Turisme i Sverige
Turisme i Sverige udgjorde i 2011 en relativt lille del af Sveriges økonomi, med 2,9 % af landets BNP; på dette tidspunkt genererede turismen 264 mia. SEK, hvoraf 98,8 mia. stammede fra udenlandske besøgendes forbrug i Sverige. 7,1 % af de svenske husholdningers indkomst blev brugt på indenlandsk turisme.
En velkendt turistrute går med tog fra det sydlige til det nordlige Sverige og omfatter historiske, naturlige og kulturelle seværdigheder. Denne rute er især populær blandt tyske turister.
Ifølge CIA World Factbook var Sverige det 21. mest besøgte land i verden med 7.627.000 ankomster i 2006.

## Svensk kultur
Sverige har en række verdensarvsområder, som er populære turistmål. Disse omfatter:
- Det landbrugsprægede kulturlandskab på øen Öland, besøgt for sine geologiske og geografiske træk
- Birka og Hovgården på øerne Björkö og Adelsö i Mälaren nær Stockholm
- Gammelstad kirkeby, Luleå, i det nordlige Sverige
- Drottningholm Slot, teatret og det kongelige domæne
- Engelsbergs bruk, jernværk i Västmanlands län
- Den hanseatiske by Visby
- "Höga Kusten" i Ångermanland
- Laponia, svensk Lapland, i det nordlige Sverige
- Falun og Kopparbergslagen
- Flådehavnen Karlskrona
- Helleristningerne i Tanum
- Skogskyrkogården i Stockholm

Svensk hestevæddeløb er en usædvanlig attraktion, idet mange løb er travløb, hvor hestene ikke må galopere, men trækker en lille vogn med kusken.

## Svensk natur
På grund af Sveriges nordlige placering går solen kun ned i korte perioder om sommeren (og slet ikke nord for polarcirklen). Dette gør det muligt at dyrke udendørsaktiviteter langt ud på aftenen.
Sverige har mange søer og skove; søerne er populære til fiskeri og kanosejlads. Store søer omfatter Vättern og Vänern. Göta kanal, som forbinder Stockholm og Göteborg, bruges til sommerture.
Vandring er populært både i skovområder og i fjeldlandskaberne.
Fjeldvandring er begrænset til det nordlige og nordvestlige Sverige, hvor en næsten 1000 km lang og 50–200 km bred bjergkæde grænser op til Norge. I syd er fjeldene generelt afrundede bakker med enkelte spidse bjergtinder, mens naturen bliver mere dramatisk længere mod nord. Sverige og Skandinavien generelt har ikke særligt høje bjerge (det højeste bjerg er Kebnekaise nær Kiruna, som er 2111 m højt). Ikke desto mindre findes der dramatisk natur, især i det nordligste Sverige, hvor fjeldområdet Laponia kaldes både “Europas sidste vildmark” og “Europas Alaska”. Området dækker ca. 9.400 km2 og rummer uberørt natur. Området tiltrækker mange vandrere hvert år, men nogle dele kræver en del erfaring, da der ikke er anlagt veje, det er ubeboet og uden mobildækning.
Et andet populært område for fjeldvandring er Kungsleden eller “Kongens Vej” – en 400 km lang vandresti, der strækker sig fra Abisko i nord til Hemavan i syd. Ruten kræver ikke stor erfaring og er forsynet med betjente fjeldhytter med overnatning og små butikker. Det siges at være en naturoplevelse i verdensklasse – både for begyndere og erfarne.
I 2025 var der 25 nationalparker i Sverige

## Nordsverige og vintersport
Om vinteren bliver det berømte Ishotellet Jukkasjärvi bygget hvert år nær byen Kiruna, som også er populær til observation af nordlys.
Turister i det nordlige Sverige om vinteren kan tage på slædeture med samiske rensdyr, hundeslæder eller snescootere. Man kan også stå på ski – både alpinski (bl.a. i Åre og Vemdalen) og langrend. Vasaloppet i marts er verdens ældste, længste og største langrendsløb. Ishockey er populært, og mange bugter og søer fryser til, så man kan stå på skøjter eller dyrke isjagt og isfiskeri.

## Byer og landsbyer
Svenske byer og landsbyer er ofte små sammenlignet med andre europæiske lande. De største byer er:
- Stockholm (ca. 900.000 indbyggere)
- Gøteborg (ca. 493.000 indbyggere)
- Malmø (ca. 270.000 indbyggere)

Stockholm har været hovedstad siden 1300-tallet og fungerer i dag som metropol, regerings- og mediecentrum. Den ligger ved Stockholms skærgård, og mange bydele er bevaret med historisk arkitektur.
Gøteborg blev grundlagt i 1600-tallet og er kendt for shopping og byliv.
Malmø ligger i Øresundsregionen og er forbundet med København via Øresundsbroen. Byen har i de senere år investeret i kultur og fået nye vartegn som skyskraberen Turning Torso og kranen ved Kockums værft. Malmø og Gøteborg var værter for U21-EM i 2009, og Malmø var også værtsby for Eurovision Song Contest 2013 og 2024.
Uppsala var centrum for politik og religion i vikingetiden, og blev ærkebispesæde i 1167. Uppsala Domkirke blev indviet i 1440’erne og er Skandinaviens største kirke. Uppsala Universitet blev grundlagt i 1477 som det første i Norden.
Lund var dansk indtil 1658 og hjemsted for ærkebispen. Lunds Universitet blev oprettet i 1666 og er i dag blandt Nordens største.

## Transport
Det svenske jernbanesystem hedder SJ. Det tilbyder både langsommere forbindelser og hurtigtog (X 2000) mellem større byer. Der er togforbindelser til Norge og Danmark, men kun busforbindelser til Finland pga. forskellig sporvidde.
Man kan tage med Silja Line og Viking Line fra Stockholm til Helsinki (Finland), Rostock (Tyskland) og Mariehamn på Ålandsøerne, eller sejle med Wasa Line fra Holmsund ved Umeå til Vaasa i Finland. Øresundslinjen betjener færgerruten fra Helsingborg til Helsingør i Danmark.
SAS og andre flyselskaber forbinder Sverige med resten af verden. De to største lufthavne er Stockholm-Arlanda Airport og Göteborg-Landvetter Airport.